# 貿易転換効果
貿易転換効果（ぼうえきてんかんこうか、英：The trade diversion effect）は、自由貿易協定の締結などの自由貿易政策の結果、貿易協定の域外の貿易相手国との貿易が減少すること。または、ある国が特定の国に保護主義的な貿易政策を実施した結果、保護主義的政策の対象外の国との貿易が増加すること。貿易偏向効果と訳している文献もある。自由貿易政策の結果、価格が低下し貿易が創出される貿易創出効果（英: The trade creation effect）と共に議論されることが多い。

## 歴史
この概念は、ジェイコブ・ヴァイナーの1950年の論文で最初に提示された。リチャード・リプシーも、貿易協定の締結によって生産拠点だけでなく消費の場所も影響を受けることを指摘しており、貿易転換効果と関連した考え方を提示している。ベラ・バラッサは、欧州経済共同体に関する議論をしている1967年の論文で、貿易転換効果と貿易創出効果を議論している。ポール・オスリントンも、2013年の論文でジェイコブ・ヴァイナーの1950年の論文について議論している。

## 効果
純粋な意味で貿易を生み出す貿易創出効果と異なり、貿易転換効果は非効率性を生み出すと考えられる。これら2つの効果の大きさに依存して、貿易協定の全体的な効果は効率的にもなり得るし、非効率にもなり得る。
自由貿易協定締結の貿易転換効果によって、非加盟国は経済的・政治的な打撃を受ける可能性がある。元々比較優位のある国から財を輸入していたのが、自由貿易協定を結んだ比較優位のない国からの財の輸入に置き換わり、輸入国でも非効率性が生じる可能性がある。貿易転換効果の動学的な側面を研究している論文もある。ナビエ–ストークス方程式という偏微分方程式を用いて地域間の貿易フローの動学的側面を分析している論文もある。

## 実証分析
1960年から1994年までのデータを用いて欧州経済共同体（EEC）、ラテンアメリカ自由貿易連合条約（LAFTA）、経済相互援助会議（CMEA）の貿易創出効果と貿易転換効果を推定した論文がある。そこでは、貿易創出効果も貿易転換効果も統計的に有意に推定されており、1990年代には両方の効果が弱まっていることが示されている。
米韓自由貿易協定（KORUS）の効果を検証した論文は、アメリカの韓国からの輸入が増加した一方で、貿易転換効果によってアメリカの他の貿易相手国からの輸入は減少したことが指摘している。そこでは、2013年における貿易転換が131億ドル、2014年の貿易転換が138億ドルと試算されており、貿易転換効果を加味すると、KORUSはアメリカの貿易赤字を拡大させなかったと結論付けている。